# 2050年代
| 千纪： | 3千纪                                                                                            |
| 世纪： | 20世纪 \| 21世纪 \| 22世纪                                                                       |
| 年代： | 2020年代 \| 2030年代 \| 2040年代 \| 2050年代 \| 2060年代 \| 2070年代 \| 2080年代                 |
| 年份： | 2050年 \| 2051年 \| 2052年 \| 2053年 \| 2054年 \| 2055年 \| 2056年 \| 2057年 \| 2058年 \| 2059年 |

2050年代從2050年1月1日開始，到2059年12月31日结束。

## 將發生已知事件

### 2057年
- 8月31日：马来西亚独立一百周年

## 預測事件
- 根據聯合國人口司的數據，預計世界人口將於此期間達到93億[1]。
- 法國人口統計學家埃马纽埃尔·托德預測於2050年全球人口增長出生率將會達到零[2]。
- 太空電梯預計於2050年完成[3]。
- 已預測超音速商業航空旅行將於2050年起飛[4]。
- 丹麥計劃於2050年僅由可再生能源供應能源[5]。